# Харитонівська сільська рада (Срібнянський район)
Харитонівська сільська́ ра́да — колишній орган місцевого самоврядування у Срібнянському районі Чернігівської області. Адміністративний центр — село Харитонівка.

## Загальні відомості
- Територія ради: 2,965 км²
- Населення ради: 488 осіб (станом на 2001 рік)
- Відстань до районного центру шосейними шляхами — 12 кілометрів.

## Населені пункти
Сільській раді підпорядковані населені пункти:
- с. Харитонівка

### Колишні населені пункти
- с. Скибівщина, 2013 року зняте з обліку

## Історія
Харитонівська сільська рада зареєстрована 1937 року. Стала однією з 11-ти сільських рад Срібнянського району і одна з восьми, яка складається більше, ніж з одного населеного пункту.
У березні 2013 року Чернігівська обласна рада зняла з обліку село Скибівщина, у якому на даний час ніхто не проживає.

## Склад ради
Рада складається з 12 депутатів та голови.
- Голова ради: Остапенко Юрій Олександрович
- Секретар ради: Треус Наталія Миколаївна

### Керівний склад попередніх скликань
| ПІБ                          | Основні відомості                                                                                  | Дата обрання | Дата звільнення |
| ---------------------------- | -------------------------------------------------------------------------------------------------- | ------------ | --------------- |
| Остапенко Юрій Олександрович | Сільський голова, 1975 року народження, освіта вища, член Всеукраїнського об'єднання «Батьківщина» | 26.03.2006   | 31.10.2010      |
| Остапенко Юрій Олександрович | Сільський голова, 1975 року народження, освіта вища, член Всеукраїнського об'єднання «Батьківщина» | 31.10.2010   |                 |

Примітка: таблиця складена за даними джерела

### Депутати
За результатами місцевих виборів 2010 року депутатами ради стали:

#### За суб'єктами висування
| Суб'єкт висування                                       | Кількість обраних депутатів | %    |
| ------------------------------------------------------- | --------------------------- | ---- |
| Народна Партія                                          | 4                           | 33,3 |
| Політична партія Всеукраїнське об'єднання «Батьківщина» | 4                           | 33,3 |
| Соціалістична партія України                            | 2                           | 16,7 |
| Комуністична партія України                             | 1                           | 8,3  |
| Партія регіонів                                         | 1                           | 8,3  |

#### За округами
| № округу                                                | Прізвище, ім'я, по батькові      | Дата визнання обраним | Освіта                    | Партійна приналежність                        | Відомості про обраного депутата                            |
| ------------------------------------------------------- | -------------------------------- | --------------------- | ------------------------- | --------------------------------------------- | ---------------------------------------------------------- |
| Комуністична партія України                             |                                  |                       |                           |                                               |                                                            |
| 9                                                       | Радченко Олександр Миколайович   | 01.11.2010            | Освіта середня            | член Комуністичної партії України             | пенсіонер                                                  |
| Народна Партія                                          |                                  |                       |                           |                                               |                                                            |
| 6                                                       | Треус Наталія Миколаївна         | 01.11.2010            | Освіта вища               | член Народної партії                          | Харитонівська с/ рада, секретар                            |
| 8                                                       | Курінець Ніна Миколаївна         | 01.11.2010            | Освіта вища               | член Народної партії                          | Агрофірма «Обрій», бухгалтер                               |
| 10                                                      | Скорик Ольга Михайлівна          | 01.11.2010            | Освіта вища               | член Народної партії                          | Харитонівській фельдшерсько-акушерський пункт, завідувачка |
| 11                                                      | Лавріненко Сергій Миколайович    | 01.11.2010            | Освіта середня спеціальна | член Народної партії                          | Агрофірма «Обрій», тракторист                              |
| Партія регіонів                                         |                                  |                       |                           |                                               |                                                            |
| 5                                                       | Юрченко Світлана Іванівна        | 01.11.2010            | Освіта середня спеціальна | позапартійна                                  | Харитонівській СБК, директор                               |
| Політична партія Всеукраїнське об'єднання «Батьківщина» |                                  |                       |                           |                                               |                                                            |
| 1                                                       | Лавріненко Віктор Миколайович    | 01.11.2010            | Освіта вища               | член Всеукраїнського об'єднання «Батьківщина» | Агрофірма «Обрій», водій                                   |
| 2                                                       | Глушко Ольга Володимирівна       | 01.11.2010            | Освіта вища               | позапартійна                                  | пенсіонер                                                  |
| 3                                                       | Курінець В'ячеслав Григорович    | 01.11.2010            | Освіта вища               | член Всеукраїнського об'єднання «Батьківщина» | тимчасово не працює                                        |
| 7                                                       | Радченко Олександр Олександрович | 01.11.2010            | Освіта середня            | позапартійний                                 | тимчасово не працює                                        |
| Соціалістична партія України                            |                                  |                       |                           |                                               |                                                            |
| 4                                                       | Остапенко Тетяна Вікторівна      | 01.11.2010            | Освіта вища               | член Соціалістичної партії України            | територіальний центр, соціальний працівник                 |
| 12                                                      | Остапенко Олег Олександрович     | 01.11.2010            | Освіта середня спеціальна | член Соціалістичної партії України            | Агрофірма «Обрій», бригадир                                |

## Освіта
На території сільради діє Харитонівська ЗОШ І-ІІ ст.